# Turopoljska svinja
Turopoljska svinja, hrvatska je autohtona pasmina domaće svinje. Ostale hrvatske autohtone pasmine su čupava mangulica u Podravini, banijska šara na Baniji i u Slavoniji crna slavonska svinja ili fajferica. Domicilno joj je područje Banovina.
Potječe od divlje europske svinje Sus scrofa ferus europaeus. U 6. stoljeću došlo je do križanja slovenske krško-poljske pasmine sa šiškom na području Turopolja. U pisanom obliku prvi se put spominje 1352. godine. Razvoj je polagao tekao, a napredak se dogodio, kada je Miško pl. Leder iz Kurilovca početkom četrdesetih godina 19. stoljeća, križao svoje turopoljske svinje s nepoznatom pasminom te dobio nove bolje odlike. 
Turopoljska svinja je srednje velika pasmina domaće svinje, masnoga tipa. Ima srednje dugu glavu s jakim rilom i poluklempavim ušima. Ima guste kovrčave čekinje bijelo-sive boje. Otporna je na bolesti, vremenske prilike i promjene prehrane. Koža je bez pigmenta. Ima ravna leđa. Obično ima 6-7 prasadi. Krmača ima 10 do 12 sisa. Meso je sočno i ružičasto, dobre strukure i boje. Uzgaja se u Turopoljskom lugu, Šiljakovečkoj dubravi i parku prirode Lonjsko polje te kod privatnih uzgajivača. 
Broj krmača 2001. godine iznosio je 45 te je bilo 5 nerasta; dok je 2011. bilo 129 krmača i 30 nerasta prema podacima Hrvatske poljoprivredne agencije. Po FAO/EAAP statusu ugroženosti kritično je ugrožena pasmina. Pod zaštitom je Nacionalnog programa za očuvanje autohtonih i ugroženih domaćih životinja u Hrvatskoj te Programa ugroženih pasmina u srednjoj i istočnoj Europi.
Druga autohtona hrvatska pasmina svinja je crna slavonska svinja.